# Vinsky
Vinsky, né le 4 mars 1991 à Mantes-la-Jolie en France, est un vidéaste web et entrepreneur français. Il se fait connaître pour ses vidéos liées au football, notamment à travers des défis avec de célèbres footballeurs, ainsi que pour son implication dans le rachat et la gestion du club de football Vinsky FC, du Sporting Club d'Escaldes en Andorre ainsi que de l’Inter Montréal au Canada.

## Biographie

### Carrière sur YouTube
Vinsky naît le 4 mars 1991 à Mantes-la-Jolie en France. D'origine portugaise par son père et bretonne par sa mère, Vinsky commence sa carrière sur YouTube en 2012, avec des vidéos principalement centrées sur les jeux vidéo, notamment la série FIFA,. Sa chaîne, rencontre un succès croissant, attirant un large public grâce à des défis, des analyses footballistiques et des collaborations avec des figures célèbres du football international. Il gagne une popularité notable avec des vidéos où il défie des stars du football telles que Cristiano Ronaldo, Kylian Mbappé, et Didier Drogba,. 

### Carrière football

#### Vinsky FC
En 2017, Vinsky franchit un nouveau cap en fondant son propre club de football, le Vinsky FC, basé dans les Yvelines, une équipe qui évolue initialement en Départemental 6 et actuellement en D3,. Ce projet a pour but de divertir ses abonnés tout en offrant une vision plus personnelle du sport. Les matchs du Vinsky FC sont diffusés en direct sur Twitch, ce qui permet à ses fans de suivre l'évolution du club. Ce club a rapidement attiré l'attention en raison de la popularité de son créateur et de son modèle unique mêlant football et contenu numérique,.

#### Création d’une Académie de Football
En 2021, Vinsky passe à une nouvelle étape dans son parcours en créant une Académie de football. Cette académie, située à Magnanville, a pour objectif de former de jeunes joueurs en combinant un enseignement sportif, scolaire et culturel. En plus des entraînements, l’académie propose des sessions d’aide aux devoirs, des sorties culturelles et des sensibilisations sur l'utilisation des réseaux sociaux. L’objectif est de préparer les jeunes à une carrière dans le football tout en leur offrant une formation complète.

#### Reprise du club pro SC Escaldes
Fort de son succès avec le Vinsky FC, en novembre 2024, Vinsky exprime son ambition d'acquérir un club de football professionnel en Europe. Il recherche des clubs dans des championnats moins médiatisés, mais compétitifs, avec l’idée de revitaliser ces clubs en investissant dans les infrastructures et les équipes, dans l’espoir de participer à des compétitions européennes comme la Ligue des champions, la Ligue Europa ou la Ligue Conférence.
Le 20 février 2025, il annonce dans une vidéo YouTube reprendre le club professionnel Sporting Club d'Escaldes en Segona Divisió,,.